# Boško Ǵurovski
Boško Ǵurovski (en macédonien : Бошко Ѓуровски), né le 28 décembre 1961 à Tetovo en Yougoslavie (aujourd'hui en Macédoine du Nord), est un footballeur macédonien, milieu défensif de l'Étoile rouge de Belgrade et de l'équipe de Yougoslavie dans les années 1980. Il est le frère ainé de Milko Ǵurovski.
Ǵurovski n'a marqué aucun but lors de ses quatre sélections avec l'équipe de Yougoslavie entre 1982 et 1989 et trois buts lors de ses sept sélections avec l'équipe de Macédoine du Nord entre 1994 et 1995.

## Carrière joueur
- 1978-1989 : FK Étoile rouge de Belgrade  Yougoslavie
- 1989-1995 : Servette FC  Suisse

## Palmarès

### En équipe nationale
- 4 sélections et aucun but avec l'équipe de Yougoslavie entre 1982 et 1989.
- 7 sélections et 3 buts avec l'équipe de Macédoine entre 1994 et 1995.

### Avec l'Étoile Rouge de Belgrade
- Vainqueur du Championnat de Yougoslavie de football en 1980, 1981, 1984  et 1988.
- Vainqueur de la Coupe de Yougoslavie de football en 1982 et 1985.

### Avec le Servette FC
- Vainqueur du Championnat de Suisse de football en 1994.

## Parcours d'entraineur
- mars 2007-2007 :  Étoile rouge de Belgrade
- aout 2016-déc. 2016 :  Nagoya Grampus

## Carrière de sélectionneur
Il fut sélectionneur de l'Équipe de Macédoine de janvier 2014 à avril 2015.

## Engagements politiques
Sous le régime communiste, Ǵurovski reçoit la carte du Parti communiste, même s'il précise par la suite qu'il s'agissait de quelque chose de protocolaire et qu'il a lui-même toujours été croyant. Durant l'hiver 1996-1997, il participe à plusieurs reprises à des manifestations de contestation contre le régime de Slobodan Milošević à Belgrade, sans toutefois faire partie des piliers du mouvement.